# Hannes Raffaseder

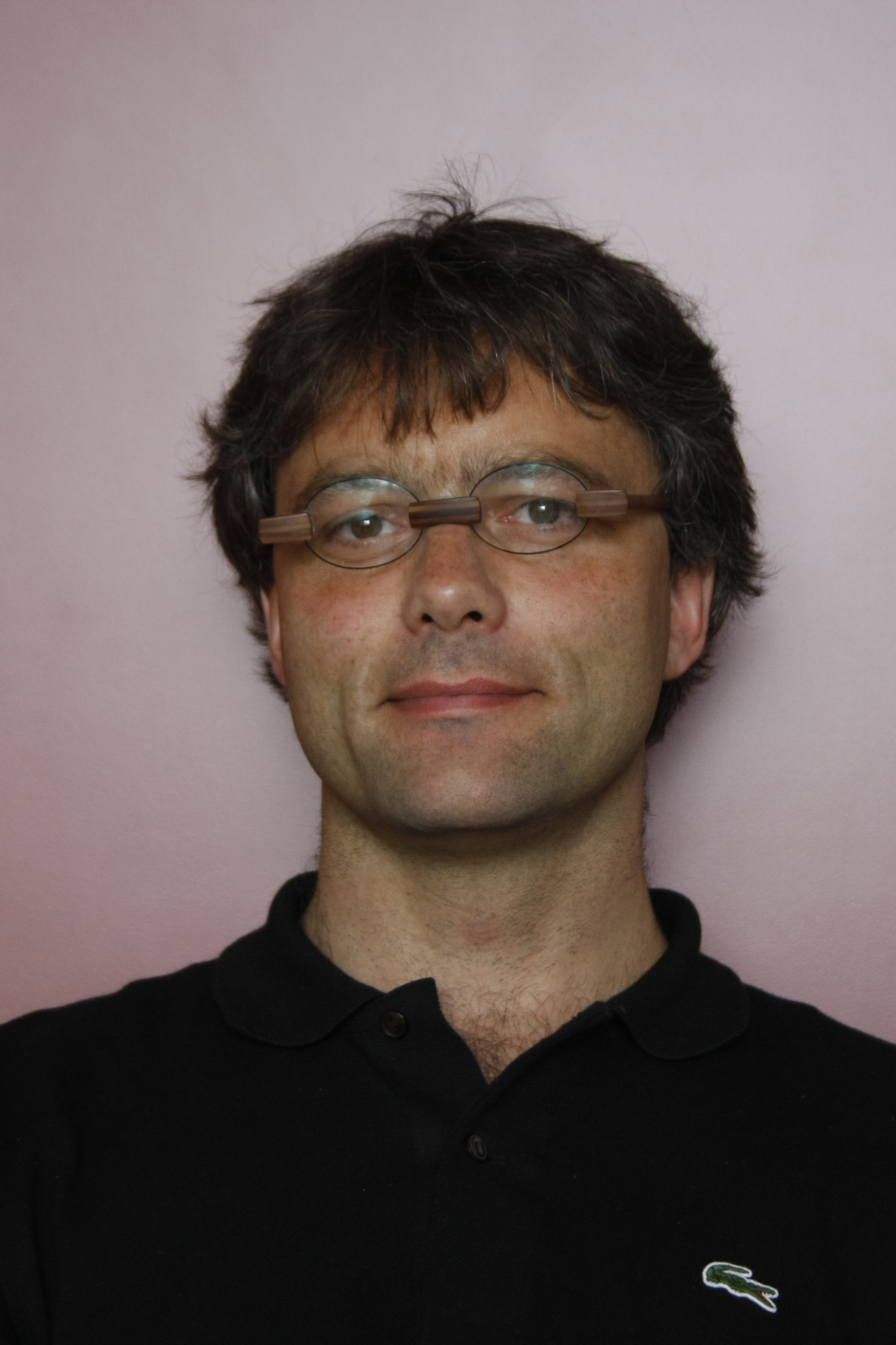
Hannes Raffaseder (2009)

Hannes Raffaseder (* 15. Januar 1970 in Freistadt/Oberösterreich) ist ein österreichischer Komponist und Musiker.

## Leben
Hannes Raffaseder erhielt in den Jahren von 1980 bis 1988 Unterricht in Klavier und Blockflöte an der Landesmusikschule Freistadt. Danach studierte er von 1988 bis 1995 Nachrichtentechnik an der Technischen Universität Wien (Diplomarbeit zum Thema Physical Modeling als Syntheseverfahren für die elektronische Erzeugung von Klängen) und von 1991 bis 1993 Computermusik an der Universität für Musik und darstellende Kunst in Wien. Unterricht in Komposition, Improvisation und Klavier nahm er u. a. bei Christoph Cech.
Seit dem Jahr 1999 ist er Mitorganisator des Komponistenforums Mittersill ein klang. Er erarbeitete die Konzeption der Konzertreihe grenzenLOS für das Linzer Brucknerhaus im Frühjahr 2002.
Von 1998 bis 2004 hatte Raffaseder einen Lehrauftrag an der Fachhochschule für Medientechnik und -design in Hagenberg und von 2000 bis 2001 einen Lehrauftrag an der Fachhochschule St. Pölten im Fachbereich Audio. Seit dem Jahr 2004 ist er als Dozent für Audiotechnik und -design tätig, seit 2007 Professor und Leiter des Instituts für Medienproduktion und seit 2009 Leiter des Masterstudiengangs Digitale Medientechnologien (vormals Telekommunikation und Medien). Er war von 2010 bis 2012 Vizerektor und folgte 2012 Barbara Schmid als Rektor der Fachhochschule St. Pölten; er bekleidete diese Spitzenfunktion bis 2014. Seitdem ist er Leiter des FH-Service Forschung und Wissenstransfer.
Sein Fachbuch Audiodesign ist im September 2002 im Fachbuchverlag Leipzig des Carl-Hanser-Verlags erschienen. Für das im September 2005 erschienene Taschenbuch der Medieninformatik verfasste Raffaseder das Kapitel über Digitale Audiobearbeitung. Weitere Publikationen und internationale Vortragstätigkeit hatte er in den Bereichen Audio- bzw. Sound Design, Sound / Music Computing, Möglichkeiten der Tonspur in den Medien, Film- und Medienmusik, Klang- und Medienkunst.
Seit 2008 ist Raffaseder Vorstandsmitglied der Internationalen Gesellschaft für Neue Musik, Sektion Österreich. Seit September 2019 ist Raffaseder als Chief Research & Innovation Officer (CRO/CINO) Teil der Geschäftsführung der Fachhochschule St. Pölten.

## Auszeichnungen (Auswahl)
- 1994 Förderungspreis für Komposition des Theodor Körner Fonds
- 1995 Freistädter Kunst-Förderungs-Preis (Sparte Musik)
- 1997 Arbeitsstipendium Stadt Wien
- 1998 KomponistInnenforum Mittersill 3. Komponistenforum Mittersill zum Thema „Musik und Medien“: Stipendiat
- 1998 Arbeitsstipendium Kunst und Kultur des Bundeskanzleramts Österreich
- 1998 Talentförderungsprämie der Oberösterreichischen Landesregierung
- 1999 Staatsstipendium für Komposition der Republik Österreich
- 2002 Staatsstipendium für Komposition der Republik Österreich
- 2004 Kompositionsstipendium der Republik Österreich
- 2005 Anton-Bruckner-Stipendium der Oberösterreichischen Landesregierung
- 2006 Arbeitsstipendium des Bundeskanzleramts Österreich für Kunst und Kultur
- 2006 Oberösterreichischer Landeskulturpreis der Landesregierung
- 2006: Kulturpreis des Landes Oberösterreich
- 2018: Niederösterreichischer Kulturpreis – Anerkennungspreis in der Kategorie Musik[6][7]

## Werke (Auswahl)

### Ensemblemusik
- Ohrwurm – Quintett (1992)[8]
- Stumpfsinn in der Luft – Quintett (1992)[8]
- Symphonie (such die) 1 – Sextett (1992)[8]
- Sepp the Rapper – Quintett (1992)[8]
- Alt-Weiber-Sommer – Quintett (1993)[8]
- Irgendwann, vielleicht ganz sicher – Quintett (1993)[8]
- Na und! – Und? – Quintett (1993)[8]
- Zehn kleine Schritte auf großem Holz – oder Maskentanz – Sextett (1994)[8]
- Rufer der Wüste – Septett (1994)[8]
- Drei für drei – Trio (1995)[8]
- So einfach so – Duo für Altsaxophon und Marimbaphon (1995)[8]
- Windspiel – Duo für Altsaxophon und Marimbaphon (1995)[8]
- Auf!? – (Durcheinander – Leere – und weiter geht’s), Trio für Klarinette, Klavier und Violoncello (1995/1999)[8]
- Nach Tulln: Wozu? – Trio für Klarinette, Klavier und Violoncello (1995/1999)[8]
- Picasso trifft Tapies in Freistadt – Tapies trifft Picasso in Freistadt, für Altsaxophon, Marimbaphon, Klavier (oder Synthesizer) und Tonband (1996)[8]
- TräumeZwischenRäume – für Sopransaxophon, Altsaxophon, Tenorsaxophon, Baritonsaxophon und Marimbaphon mit Solostimme Sopran (1996)[8]
- Bettlerlied – für Sopransaxophon, Altsaxophon, Tenorsaxophon, Baritonsaxophon und Marimbaphon mit Solostimme Sopran (1996)[8]
- Saxophonquartett '97 – Quartett für Sopransaxophon, Altsaxophon, Tenorsaxophon und Baritonsaxophon (1997)[8]
- in Stille – AUFSCHREI! – Trio für Flöte, Klavier und Violoncello (1997–1998)[8]
- netta nia – (nach einem Mundartgedicht von Renate Pöllmann) (1998)[8]
- ausKLANG – Trio für Flöte, Klavier und Violoncello (1998)[8]
- frühlingshaftes – (nach einem Gedicht von Andrea Winkler) (1999)[8]
- Kinda kriagn – (nach einem Mundartgedicht von Renate Pölmann) (1999)[8]
- Ein Streichquartett – (lost in cyberspace), Quartett für zwei Violinen, Viola und Violoncello (1999)[8]
- Tango? – Quartett für Klavier, Akkordeon, Violine und Kontrabass (2000)[8]
- frageZeichen – Trio für Flöte, Bassklarinette und Klavier (2000)[8]
- nach-gedacht – Trio für Flöte, Oboe und Perkussion (2000)[8]
- 2. Streichquartett (what gap?) – Quartett für zwei Violinen, Viola und Violoncello (2001)[8]
- Natürliche Logik oder: Des Kaisers neue Kleider – Trio für Posaune, Perkussion und Kontrabass mit Sprecher männlich und Solofrauenstimme (2001)[8]
- im fluss – Quartett für Sopransaxophon, Altsaxophon, Tenorsaxophon und Baritonsaxophon (2002)[8]
- Sketches of Nowhere – Duo für zwei Klaviere (2003)[8]
- bewegt! – Quartett für Marimbaphon, Gitarre, Klavier und Elektronik (2004)[8]

### Multimedia Performance
- Keine Fragen? (Bitte.Ja.Nein.Danke.) – Soloperformance für Sprecher, Klavier, Live Electonics, Noise objects und Tonband (1997)[8]
- Ich weiß – für Elektronik (live), zwei Tonbänder und Synthesizer mit Solostimme (1997)[8]
- Im Land der letzten Dinge – für Elektronik (live), zwei Tonbänder und Synthesizer mit Solostimme (1997)[8]
- wenn die tropfen leben sind – für Flöte, Klavier, Melodika und Tonband (2000)[8]
- staTdT_kunst – für zwei Perkussions, Flöte, Klavier, Melodika, Violine, Kontrabass und Tonband nach Texten von Andrea Winkler (2002)[8]
- s/T/ein – für Flöte, Klavier, Melodika, Kontrabass und Tonband (2002)[8]
- simple stories – für Flöte, Klavier, Melodika und Elektronik (live) (2003)[8]

### Solomusik
- Kurz und bündig – (Sechs kleine Stücke für Klavier) (1995)[8]
- coloured raindrops – Solo für Marimbaphon (1995)[8]
- Sonst Nichts? – Solo für Altsaxophon (1995)[8]
- Wendepunkte – Solo für Violoncello (1996)[8]
- Short story – Solo für Violine (1996/1998)[8]
- Der Lattenzaun – Solo für Sopran (1996)[8]

## Aufführungen (Auswahl)
Im Wiener Musikverein, Wiener Konzerthaus, Brucknerhaus Linz, beim Festival Hörgänge, im Rahmen des Festivals Wien modern, bei den Paul-Hofhaimer-Tagen, dem Komponistenforum Mittersill, im Leighton House London, beim Festival dialogues in Edinburgh, im Dvořák-Saal der Tschechischen Philharmonie, in der Philharmonie St. Petersburg, bei den Festivals Sonorities Belfast, Licht-Klang-Festival transNATURALE in Sachsen, cynetART Dresden, im Wiener Kunstverein Alte Schmiede, Musikfestival Steyr, sirene Operntheater u. a.